# Šentilj
Šentilj (Duits: Sankt Egidi) is een gemeente in Noord-Slovenië en telde bij de volkstelling in 2002 8074 inwoners. De gemeente ligt aan de grens met Oostenrijk. In Šentilj ligt de grootste grensovergang tussen Slovenië en Oostenrijk. Voor een deel van bevolking vormen de wijnbouw en fruitteelt een belangrijke inkomstenbron. In Sladki vrh bestaat sinds 1871 papierfabriek en is een van de belangrijkste werkgevers.

## Gemeentelijke indeling
De gemeente omvat volgende plaatsen: Ceršak, Cirknica, Dražen Vrh, Jurjevski Dol, Kaniža, Kozjak pri Ceršaku, Kresnica, Plodršnica, Selnica ob Muri, Sladki Vrh, Spodnja Velka, Srebotje, Stara Gora pri Šentilju, Svečane, Šentilj v Slovenskih goricah (eerste vermelding in 1329), Šomat, Štrihovec, Trate (eerste vermelding in 1151), Vranji Vrh, Zgornja Velka, Zgornje Dobrenje, Zgornje Gradišče

## Oudheid
Door Šentilj liep in de Oudheid de Romeinse weg van Poetovio naar Flavia Solva (bij Leibnitz). Bij Sladki Vrh zijn begraafplaatsen uit de Oudheid gevonden. In Ceršak bevond zich een prehistorische versterking; opgravingen hebben 11 vierhoekige gebouwen aan het licht gebracht. Deze vondsten omvatten verschillende perioden (bronstijd, Kelten, Romeinen).

## Monumenten en Wetenswaardigheden
In Šentilj staat de van oorsprong middeleeuwse, maar in 1806 verbouwde, classicistische parochiekerk van Egidius.
Trate telt twee kastelen. Het lager gelegen kasteel Cmurek, dat voor het eerst in 1151 wordt vermeld, komt later in bezit van de graven van Celje. Het werd grondig verbouwd in de tweede helft van de 16e eeuw en in de 18e eeuw. Hier is tegenwoordig een psychiatrische inrichting gevestigd. Het hoger gelegen kasteel Kapral (Kapralov grad) dateert uit de 19e eeuw. De voormalige eigenaar Harry Hanson begon hier in 1903 een botanisch park met enige interessante tulpenbomen en andere boomsoorten.
In Stara Gora ligt de barokke kerk van de H. Geest. In Zgornja Velka bevindt zich een 18e-eeuwse kerk van Maria in de Sneeuw (Maria Snežna), die het huidig aanzien kreeg na verbouwingen tussen 1789-1791.
Štrihovec werd aan het begin van de 20e eeuw planmatig bevolkt met protestante immigranten uit Württemberg. Als gevolg van de Tweede Wereldoorlog werden deze boeren in 1945 uitgewezen.

## Geboren in Šentilj
- Tone Kuntner (1943), dichter en acteur
- Jakob Lorber (Kaniža, 1800 - 1864), religieus auteur

Benedikt · Cerkvenjak · Cirkulane · Destrnik · Dornava · Duplek · Gorišnica · Hajdina · Hoče-Slivnica · Juršinci · Kidričevo · Kungota · Lenart · Lovrenc na Pohorju · Majšperk · Makole · Maribor · Markovci · Miklavž na Dravskem polju · Oplotnica · Ormož · Pesnica · Podlehnik · Poljčane · Ptuj · Rače-Fram · Ruše · Selnica ob Dravi · Slovenska Bistrica · Središče ob Dravi · Starše · Sveta Ana · Sveta Trojica v Slovenskih goricah · Sveti Andraž v Slovenskih goricah · Sveti Jurij · Sveti Tomaž · Šentilj · Trnovska vas · Videm · Zavrč · Žetale